# Dave Freudenthal
David Duane "Dave" Freudenthal (født 12. oktober 1950) er en amerikansk politiker for det demokratiske parti. Han var den 31. guvernør i delstaten Wyoming i perioden 2003 til 2011, hvor han blev afløst af republikaneren Matt Mead.